# Basquetebol nos Jogos Olímpicos de Verão de 2008 - Feminino
O torneio feminino do basquetebol nos Jogos Olímpicos de Verão de 2008 ocorreu de 9 a 23 de agosto. Todas as partidas foram disputadas no Estádio Indoor Wukesong.

## Medalhistas
|  | USA Estados Unidos |  | AUS Austrália |  | RUS Rússia |
|  | Lisa Leslie Tina Thompson Diana Taurasi Katie Smith Cappie Pondexter Candace Parker DeLisha Milton-Jones Kara Lawson Sylvia Fowles Tamika Catchings Sue Bird Seimone Augustus |  | Lauren Jackson Penny Taylor Erin Phillips Tully Bevilaqua Jennifer Screen Suzy Batkovic Hollie Grima Kristi Harrower Laura Summerton Belinda Snell Emma Randall Rohanee Cox |  | Becky Hammon Oxana Rakhmatulina Marina Karpunina Ilona Korstin Marina Kuzina Maria Stepanova Yekaterina Lisina Irina Osipova Tatiana Shchegoleva Irina Sokolovskaya Natalia Vodopyanova Svetlana Abrosimova |

## Qualificação
| Competição                                         | Data              | Sede     | Vagas | Classificados                                       |
| -------------------------------------------------- | ----------------- | -------- | ----- | --------------------------------------------------- |
| Anfitriã                                           | -                 | -        | 1     | China                                               |
| Campeonato Mundial de Basquetebol Feminino de 2006 | 12–23 set 2006    | Brasil   | 1     | Austrália                                           |
| Torneio FIBA África 2007                           | 21–30 set 2007    | Senegal  | 1     | Mali                                                |
| Torneio FIBA Ásia 2007                             | 3–10 jun 2007     | Incheon  | 1     | Coreia do Sul                                       |
| Torneio FIBA Americas 2007                         | 26–30 set 2007    | Valdivia | 1     | Estados Unidos                                      |
| Torneio FIBA Europa 2007                           | 24 set–7 out 2007 | Itália   | 1     | Rússia                                              |
| Torneio FIBA Oceania 2007                          | 26–29 set 2007    | Dunedin  | 1     | Nova Zelândia                                       |
| Torneio Pré-Olímpico Mundial da FIBA 2008          | 9–15 jun 2008     | Madri    | 5     | Espanha · Bielorrússia · Letônia · Chéquia · Brasil |
| TOTAL                                              |                   |          | 12    |                                                     |

Torneio Pré-Olímpico Mundial:
- Europa:  Espanha,  Bielorrússia,  Letônia,  Chéquia
- Américas:  Cuba,  Brasil,  Argentina
- África:  Senegal,  Angola
- Ásia:  Japão,  Taipé Chinesa
- Oceania:  Fiji

## Formato
- As doze equipes são divididas em dois grupos.
- Na primeria fase, cada equipe joga contra as outras equipes do mesmo grupo, totalizando cinco jogos.
- As quatro melhores equipes se classificam para as quartas-de-final.
- As equipes que ficarem em quinto lugar em seus grupos serão classificadas em 9º e 10º de acordo com sua campanha.
- O mesmo se aplica para as últimas colocadas dos grupos, que serão classificadas em 11º e 12º.
- Nas quartas-de-final, a equipe campeã de cada grupo enfrenta a quarta colocada do outro grupo, enquanto a vice-campeã de cada grupo enfrenta a terceira colocada do outro grupo.
- A equipe vencedora do confronto entre 1º do grupo A e 4º do grupo B enfrenta a vencedora do confronto entre 3º do grupo A e 2º do grupo B na semifinal. A outra semifinal segue o mesmo esquema.
- As vencedoras das semifinais disputam a medalha de ouro. As perdedoras disputam a medalha de bronze.

## Primeira fase
As quatro melhores equipes de cada grupo se classificação para as quartas-de-final.

### Grupo A
| Equipe            | J | V | D | PF  | PS  | SP   | Pts |
| ----------------- | - | - | - | --- | --- | ---- | --- |
| AUS Austrália     | 5 | 5 | 0 | 424 | 319 | +105 | 10  |
| RUS Rússia        | 5 | 4 | 1 | 339 | 333 | +6   | 9   |
| BLR Bielorrússia  | 5 | 2 | 3 | 324 | 332 | -8   | 7   |
| KOR Coreia do Sul | 5 | 2 | 3 | 327 | 360 | -33  | 7   |
| LAT Letônia       | 5 | 1 | 4 | 334 | 387 | -53  | 6   |
| BRA Brasil        | 5 | 1 | 4 | 337 | 354 | -17  | 6   |

As partidas segum o fuso horário de Pequim (GMT+8)
| 9 de agosto 09:00 |                                                                   | Bielorrússia | 64–83                                              | Austrália |  | Estádio Indoor Wukesong, Pequim Público: 11.083 Árbitros: GRE Nikolaos Zavlanos CAN Dawna Townsend KUW Mohammad Al-Amiri |  |
| 9 de agosto 09:00 | Placar por quarto: 12–19, 16–25 , 22–21, 14–18                    |              |                                                    |           |  | Estádio Indoor Wukesong, Pequim Público: 11.083 Árbitros: GRE Nikolaos Zavlanos CAN Dawna Townsend KUW Mohammad Al-Amiri |  |
| 9 de agosto 09:00 | Pts: Leuchanka 13, Troina 13 Rbts: Leuchanka 10 Asts: Marchanka 2 |              | Pts: Jackson 18 Rbts: Batkovic 12 Asts: Harrower 5 |           |  | Estádio Indoor Wukesong, Pequim Público: 11.083 Árbitros: GRE Nikolaos Zavlanos CAN Dawna Townsend KUW Mohammad Al-Amiri |  |

| 9 de agosto 16:45 |                                                         | Coreia do Sul | 68–62 (pro)                                         | Brasil | OT | Estádio Indoor Wukesong, Pequim Público: 11.083 Árbitros: ITA Fabio Facchini MOZ Abreu Muhimua SRB Jasmina Tatic |  |
| 9 de agosto 16:45 | Placar por quarto: 13–14, 13–14, 15–15, 14–12, OT: 13–7 |               |                                                     |        | OT | Estádio Indoor Wukesong, Pequim Público: 11.083 Árbitros: ITA Fabio Facchini MOZ Abreu Muhimua SRB Jasmina Tatic |  |
| 9 de agosto 16:45 | Pts: Beon 19, Choi 19 Rbts: Jung 8 Asts: Jung 5         |               | Pts: Santos 13 Rbts: Nascimento 12 Asts: Jacintho 3 |        | OT | Estádio Indoor Wukesong, Pequim Público: 11.083 Árbitros: ITA Fabio Facchini MOZ Abreu Muhimua SRB Jasmina Tatic |  |

| 9 de agosto 22:15 |                                                                    | Letônia | 57–62                                                                     | Rússia |  | Estádio Indoor Wukesong, Pequim Público: 11.083 Árbitros: ARG Pablo Estevez ESP Juan Arteaga CHN Ma Lijun |  |
| 9 de agosto 22:15 | Placar por quarto: 7–14, 24–15, 17–12, 9–21                        |         |                                                                           |        |  | Estádio Indoor Wukesong, Pequim Público: 11.083 Árbitros: ARG Pablo Estevez ESP Juan Arteaga CHN Ma Lijun |  |
| 9 de agosto 22:15 | Pts: Jansone 24 Rbts: Tamane 6, Kubliņa 6 Asts: Jēkabsone-Žogota 6 |         | Pts: Shchegoleva 12, Korstin 12 Rbts: Shchegoleva 12 Asts: Rakhmatulina 5 |        |  | Estádio Indoor Wukesong, Pequim Público: 11.083 Árbitros: ARG Pablo Estevez ESP Juan Arteaga CHN Ma Lijun |  |

| 11 de agosto 14:30 |                                               | Coreia do Sul | 72–77                                                             | Rússia |  | Estádio Indoor Wukesong, Pequim Público: 11.083 Árbitros: SVK Petr Sudek FRA Chantal Julien IRI Heros Avanessian |  |
| 11 de agosto 14:30 | Placar por quarto: 15–24, 20–13, 24–21, 13–19 |               |                                                                   |        |  | Estádio Indoor Wukesong, Pequim Público: 11.083 Árbitros: SVK Petr Sudek FRA Chantal Julien IRI Heros Avanessian |  |
| 11 de agosto 14:30 | Pts: Choi 13 Rbts: Sin 3 Asts: Jung 6         |               | Pts: Korstin, Shchegoleva 13 Rbts: Osipova 9 Asts: Rakhmatulina 5 |        |  | Estádio Indoor Wukesong, Pequim Público: 11.083 Árbitros: SVK Petr Sudek FRA Chantal Julien IRI Heros Avanessian |  |

| 11 de agosto 16:45 |                                                               | Letônia | 57–79                                                   | Bielorrússia |  | Estádio Indoor Wukesong, Pequim Público: 11.083 Árbitros: SRB Ilija Belosevic USA Susan Blauch JPN Yuji Hirahara |  |
| 11 de agosto 16:45 | Placar por quarto: 20–21, 15–19, 14–20, 8–19                  |         |                                                         |              |  | Estádio Indoor Wukesong, Pequim Público: 11.083 Árbitros: SRB Ilija Belosevic USA Susan Blauch JPN Yuji Hirahara |  |
| 11 de agosto 16:45 | Pts: Baško 19 Rbts: Jansone, Kubliņa, Tamane 6 Asts: Eglīte 3 |         | Pts: Leuchanka 22 Rbts: Verameyenka 9 Asts: Marchanka 5 |              |  | Estádio Indoor Wukesong, Pequim Público: 11.083 Árbitros: SRB Ilija Belosevic USA Susan Blauch JPN Yuji Hirahara |  |

| 11 de agosto 22:15 |                                                   | Austrália | 80–65                                         | Brasil |  | Estádio Indoor Wukesong, Pequim Público: 11.083 Árbitros: GRE Nikolaos Pitsilkas CHN Yang Maogong MAR Abdellilah Chlif |  |
| 11 de agosto 22:15 | Placar por quarto: 29–14, 21–15, 11–20, 19–16     |           |                                               |        |  | Estádio Indoor Wukesong, Pequim Público: 11.083 Árbitros: GRE Nikolaos Pitsilkas CHN Yang Maogong MAR Abdellilah Chlif |  |
| 11 de agosto 22:15 | Pts: Summerton 18 Rbts: Taylor 8 Asts: Harrower 5 |           | Pts: Santos 21 Rbts: Santos 10 Asts: Santos 3 |        |  | Estádio Indoor Wukesong, Pequim Público: 11.083 Árbitros: GRE Nikolaos Pitsilkas CHN Yang Maogong MAR Abdellilah Chlif |  |

| 13 de agosto 09:00 |                                                        | Bielorrússia | 65–71                                                 | Rússia |  | Estádio Indoor Wukesong, Pequim Público: 11.083 Árbitros: USA Eddie Rush ITA Fabio Facchini SRB Jasmina Tatic |  |
| 13 de agosto 09:00 | Placar por quarto: 19–20, 8–15, 13–17, 25–19           |              |                                                       |        |  | Estádio Indoor Wukesong, Pequim Público: 11.083 Árbitros: USA Eddie Rush ITA Fabio Facchini SRB Jasmina Tatic |  |
| 13 de agosto 09:00 | Pts: Marchanka 16 Rbts: Leuchanka 12 Asts: Leuchanka 4 |              | Pts: Stepanova 13 Rbts: Abrosimova 10 Asts: Korstin 2 |        |  | Estádio Indoor Wukesong, Pequim Público: 11.083 Árbitros: USA Eddie Rush ITA Fabio Facchini SRB Jasmina Tatic |  |

| 13 de agosto 14:30 |                                                           | Brasil | 78–79                                               | Letônia |  | Estádio Indoor Wukesong, Pequim Público: 11.083 Árbitros: DOM Reynaldo Mercedes FRA Chantal Julien KUW Mohammad Al-Amiri |  |
| 13 de agosto 14:30 | Placar por quarto: 23–14, 13–17, 23–26, 19–22             |        |                                                     |         |  | Estádio Indoor Wukesong, Pequim Público: 11.083 Árbitros: DOM Reynaldo Mercedes FRA Chantal Julien KUW Mohammad Al-Amiri |  |
| 13 de agosto 14:30 | Pts: Zakrzeski 16 Rbts: Santos, Zakrzeski 9 Asts: Pinto 4 |        | Pts: Jēkabsone 25 Rbts: Kubliņa 7 Asts: Jēkabsone 5 |         |  | Estádio Indoor Wukesong, Pequim Público: 11.083 Árbitros: DOM Reynaldo Mercedes FRA Chantal Julien KUW Mohammad Al-Amiri |  |

| 13 de agosto 20:00 |                                                             | Austrália | 90–62                                                                  | Coreia do Sul |  | Estádio Indoor Wukesong, Pequim Público: 11.083 Árbitros: LTU Romualdas Brazauskas CAN Stephen Seibel CHN Ma Lijun |  |
| 13 de agosto 20:00 | Placar por quarto: 23–14, 24–19, 26–17, 17–12               |           |                                                                        |               |  | Estádio Indoor Wukesong, Pequim Público: 11.083 Árbitros: LTU Romualdas Brazauskas CAN Stephen Seibel CHN Ma Lijun |  |
| 13 de agosto 20:00 | Pts: Taylor, Batkovic 18 Rbts: Batkovic 10 Asts: Harrower 5 |           | Pts: Beon 20 Rbts: Kim, Lee, Choi, Jung, Beon, Park, Sun 2 Asts: Lee 5 |               |  | Estádio Indoor Wukesong, Pequim Público: 11.083 Árbitros: LTU Romualdas Brazauskas CAN Stephen Seibel CHN Ma Lijun |  |

| 15 de agosto 11:15 |                                                       | Letônia | 73–96                                                    | Austrália |  | Estádio Indoor Wukesong, Pequim Público: 11.083 Árbitros: ARG Pablo Estevez SRB Jasmina Tatic MOZ Abreu Muhimua |  |
| 15 de agosto 11:15 | Placar por quarto: 18–19, 20–22, 18–35, 17–20         |         |                                                          |           |  | Estádio Indoor Wukesong, Pequim Público: 11.083 Árbitros: ARG Pablo Estevez SRB Jasmina Tatic MOZ Abreu Muhimua |  |
| 15 de agosto 11:15 | Pts: Tāre 14 Rbts: Brumermane, Jansone 5 Asts: Tāre 4 |         | Pts: Jackson 30 Rbts: Taylor 11 Asts: Harrower, Taylor 4 |           |  | Estádio Indoor Wukesong, Pequim Público: 11.083 Árbitros: ARG Pablo Estevez SRB Jasmina Tatic MOZ Abreu Muhimua |  |

| 15 de agosto 14:30 |                                                      | Rússia | 74–64                                         | Brasil |  | Estádio Indoor Wukesong, Pequim Público: 11.083 Árbitros: ITA Luigi Lamonica USA Susan Blauch CHN Ma Lijun |  |
| 15 de agosto 14:30 | Placar por quarto: 21–26, 14–15, 19–15, 20–8         |        |                                               |        |  | Estádio Indoor Wukesong, Pequim Público: 11.083 Árbitros: ITA Luigi Lamonica USA Susan Blauch CHN Ma Lijun |  |
| 15 de agosto 14:30 | Pts: Shchegoleva 14 Rbts: Korstin 10 Asts: Korstin 5 |        | Pts: Pinto 21 Rbts: Zakrzeski 5 Asts: Pinto 6 |        |  | Estádio Indoor Wukesong, Pequim Público: 11.083 Árbitros: ITA Luigi Lamonica USA Susan Blauch CHN Ma Lijun |  |

| 15 de agosto 22:15 |                                                  | Coreia do Sul | 53–63                                                  | Bielorrússia |  | Estádio Indoor Wukesong, Pequim Público: 11.083 Árbitros: GRE Nikolaos Pitsilkas CHN Yang Maogong MAR Abdellilah Chlef |  |
| 15 de agosto 22:15 | Placar por quarto: 15–12, 13–21, 9–17, 16–13     |               |                                                        |              |  | Estádio Indoor Wukesong, Pequim Público: 11.083 Árbitros: GRE Nikolaos Pitsilkas CHN Yang Maogong MAR Abdellilah Chlef |  |
| 15 de agosto 22:15 | Pts: Lee, Jung 10 Rbts: Lee, Beon 6 Asts: Beon 3 |               | Pts: Snytsina 15 Rbts: Leuchanka 14 Asts: Maarchanka 5 |              |  | Estádio Indoor Wukesong, Pequim Público: 11.083 Árbitros: GRE Nikolaos Pitsilkas CHN Yang Maogong MAR Abdellilah Chlef |  |

| 17 de agosto 11:15 |                                                          | Austrália | 75–55                                                        | Rússia |  | Estádio Indoor Wukesong, Pequim Público: 11.083 Árbitros: ARG Pablo Estevez SVK Petr Sudek FRA Chantal Julien |  |
| 17 de agosto 11:15 | Placar por quarto: 15–19, 10–18, 30–10, 20–8             |           |                                                              |        |  | Estádio Indoor Wukesong, Pequim Público: 11.083 Árbitros: ARG Pablo Estevez SVK Petr Sudek FRA Chantal Julien |  |
| 17 de agosto 11:15 | Pts: Snell, Jackson 16 Rbts: Jackson 14 Asts: Harrower 7 |           | Pts: Hammon 20 Rbts: Abrosimova, Osipova 9 Asts: Karpunina 2 |        |  | Estádio Indoor Wukesong, Pequim Público: 11.083 Árbitros: ARG Pablo Estevez SVK Petr Sudek FRA Chantal Julien |  |

| 17 de agosto 14:30 |                                              | Coreia do Sul | 72–68                                                             | Letônia |  | Estádio Indoor Wukesong, Pequim Público: 11.083 Árbitros: PUR José Carreón CAN Dawna Townsend AUS Scott Butler |  |
| 17 de agosto 14:30 | Placar por quarto: 20–22, 22–13, 18–9, 12–24 |               |                                                                   |         |  | Estádio Indoor Wukesong, Pequim Público: 11.083 Árbitros: PUR José Carreón CAN Dawna Townsend AUS Scott Butler |  |
| 17 de agosto 14:30 | Pts: Park 17 Rbts: Lee 10 Asts: Lee 4        |               | Pts: Jēkabsone-Žogota 22 Rbts: Tamane 11 Asts: Jēkabsone-Žogota 5 |         |  | Estádio Indoor Wukesong, Pequim Público: 11.083 Árbitros: PUR José Carreón CAN Dawna Townsend AUS Scott Butler |  |

| 17 de agosto 16:45 |                                                       | Brasil | 68–53                                                                 | Bielorrússia |  | Estádio Indoor Wukesong, Pequim Público: 11.083 Árbitros: ESP Juan Arteaga SRB Ilija Belosevic CHN Ma Lijun |  |
| 17 de agosto 16:45 | Placar por quarto: 20–12, 19–14, 10–12, 19–15         |        |                                                                       |              |  | Estádio Indoor Wukesong, Pequim Público: 11.083 Árbitros: ESP Juan Arteaga SRB Ilija Belosevic CHN Ma Lijun |  |
| 17 de agosto 16:45 | Pts: Santos 14 Rbts: Nascimento 10 Asts: Nascimento 3 |        | Pts: Anufryienka, Levchenko 10 Rbts: Verameyenka 10 Asts: Marchanka 4 |              |  | Estádio Indoor Wukesong, Pequim Público: 11.083 Árbitros: ESP Juan Arteaga SRB Ilija Belosevic CHN Ma Lijun |  |

### Grupo B
| Equipe              | J | V | D | PF  | PS  | SP   | Pts |
| ------------------- | - | - | - | --- | --- | ---- | --- |
| USA Estados Unidos  | 5 | 5 | 0 | 491 | 276 | +215 | 10  |
| CHN China           | 5 | 4 | 1 | 358 | 346 | +12  | 9   |
| ESP Espanha         | 5 | 3 | 2 | 357 | 324 | +33  | 8   |
| CZE República Checa | 5 | 2 | 3 | 346 | 356 | -10  | 7   |
| NZL Nova Zelândia   | 5 | 1 | 4 | 320 | 423 | -103 | 6   |
| MLI Mali            | 5 | 0 | 5 | 255 | 402 | -147 | 5   |

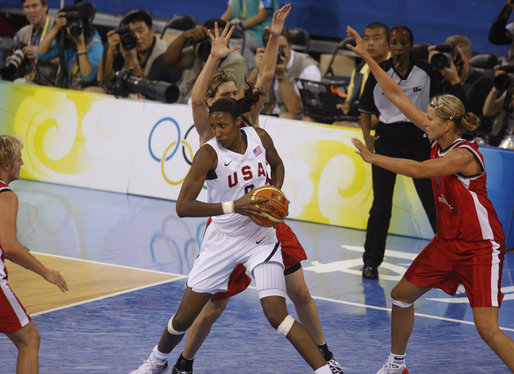
Lance da partida entre Estados Unidos e República Checa pela primeira rodada.

| 9 de agosto 11:15 |                                                | Mali | 72–76                                        | Nova Zelândia |  | Estádio Indoor Wukesong, Pequim Público: 11.083 Árbitros: CAN Stephen Seibel USA Susan Blauch MAR Abdellilah Chlif |  |
| 9 de agosto 11:15 | Placar por quarto: 18–18, 15–24, 21–18, 18–16  |      |                                              |               |  | Estádio Indoor Wukesong, Pequim Público: 11.083 Árbitros: CAN Stephen Seibel USA Susan Blauch MAR Abdellilah Chlif |  |
| 9 de agosto 11:15 | Pts: Maïga 18 Rbts: Coulibaly 12 Asts: Maïga 3 |      | Pts: Marino 19 Rbts: Harmon 8 Asts: Marino 4 |               |  | Estádio Indoor Wukesong, Pequim Público: 11.083 Árbitros: CAN Stephen Seibel USA Susan Blauch MAR Abdellilah Chlif |  |

| 9 de agosto 14:30 |                                              | China | 67–64                                           | Espanha |  | Estádio Indoor Wukesong, Pequim Público: 11.083 Árbitros: PUR José Carrión FRA Chantal Julien IRI Heros Avanessian |  |
| 9 de agosto 14:30 | Placar por quarto: 18–15, 19–9, 15–20, 15–20 |       |                                                 |         |  | Estádio Indoor Wukesong, Pequim Público: 11.083 Árbitros: PUR José Carrión FRA Chantal Julien IRI Heros Avanessian |  |
| 9 de agosto 14:30 | Pts: Bian 15 Rbts: Bian 12 Asts: Miao 3      |       | Pts: Torrens 18 Rbts: Montanana 7 Asts: Palau 4 |         |  | Estádio Indoor Wukesong, Pequim Público: 11.083 Árbitros: PUR José Carrión FRA Chantal Julien IRI Heros Avanessian |  |

| 9 de agosto 20:00 |                                               | República Checa | 57–97                                            | Estados Unidos |  | Estádio Indoor Wukesong, Pequim Público: 11.083 Árbitros: AUS Michael Aylen RUS Elena Chernova BRA Fátima da Silva |  |
| 9 de agosto 20:00 | Placar por quarto: 17–22, 14–27, 13–26, 13–22 |                 |                                                  |                |  | Estádio Indoor Wukesong, Pequim Público: 11.083 Árbitros: AUS Michael Aylen RUS Elena Chernova BRA Fátima da Silva |  |
| 9 de agosto 20:00 | Pts: Veselá 8 Rbts: Veselá 9 Asts: Machová 4  |                 | Pts: Pondexter 12 Rbts: Fowles 14 Asts: Lawson 3 |                |  | Estádio Indoor Wukesong, Pequim Público: 11.083 Árbitros: AUS Michael Aylen RUS Elena Chernova BRA Fátima da Silva |  |

| 11 de agosto 09:00 |                                                  | Nova Zelândia | 62–85                                                               | Espanha |  | Estádio Indoor Wukesong, Pequim Público: 11.083 Árbitros: MOZ Abreu Muhimua RUS Elena Chernova BRA Fátima da Silva |  |
| 11 de agosto 09:00 | Placar por quarto: 7–18, 20–22, 20–20, 15–25     |               |                                                                     |         |  | Estádio Indoor Wukesong, Pequim Público: 11.083 Árbitros: MOZ Abreu Muhimua RUS Elena Chernova BRA Fátima da Silva |  |
| 11 de agosto 09:00 | Pts: Harmon 22 Rbts: Wallbutton 6 Asts: Harmon 3 |               | Pts: Sanchez 19 Rbts: Montanana 7 Asts: Aguilar, Sanchez, Torrens 2 |         |  | Estádio Indoor Wukesong, Pequim Público: 11.083 Árbitros: MOZ Abreu Muhimua RUS Elena Chernova BRA Fátima da Silva |  |

| 11 de agosto 11:15 |                                                               | República Checa | 81–47                                             | Mali |  | Estádio Indoor Wukesong, Pequim Público: 11.083 Árbitros: AUS Scott Butler CAN Dawna Townsend KUW Mohammad Al-Amiri |  |
| 11 de agosto 11:15 | Placar por quarto: 23–4, 15–18, 18–11, 25–14                  |                 |                                                   |      |  | Estádio Indoor Wukesong, Pequim Público: 11.083 Árbitros: AUS Scott Butler CAN Dawna Townsend KUW Mohammad Al-Amiri |  |
| 11 de agosto 11:15 | Pts: Machová 14 Rbts: Kulichova, Vecerova 7 Asts: Mokrosova 3 |                 | Pts: Sissoko 24 Rbts: Sissoko 13 Asts: Bagayoko 3 |      |  | Estádio Indoor Wukesong, Pequim Público: 11.083 Árbitros: AUS Scott Butler CAN Dawna Townsend KUW Mohammad Al-Amiri |  |

| 11 de agosto 20:00 |                                                        | China | 63–108                                                     | Estados Unidos |  | Estádio Indoor Wukesong, Pequim Público: 11.083 Árbitros: LTU Romualdas Brazauskas BRA Cristiano Maranho SRB Jasmina Tatic |  |
| 11 de agosto 20:00 | Placar por quarto: 11–33, 16–28, 19–20, 17–27          |       |                                                            |                |  | Estádio Indoor Wukesong, Pequim Público: 11.083 Árbitros: LTU Romualdas Brazauskas BRA Cristiano Maranho SRB Jasmina Tatic |  |
| 11 de agosto 20:00 | Pts: Miao 16 Rbts: Bian, Liu, Sui 4 Asts: Miao, Shao 3 |       | Pts: Thompson 27 Rbts: Leslie 10 Asts: Lawson, Pondexter 5 |                |  | Estádio Indoor Wukesong, Pequim Público: 11.083 Árbitros: LTU Romualdas Brazauskas BRA Cristiano Maranho SRB Jasmina Tatic |  |

| 13 de agosto 11:15 |                                                | Espanha | 74–55                                             | República Checa |  | Estádio Indoor Wukesong, Pequim Público: 11.083 Árbitros: FIN Carl Jungebrand USA Susan Blauch MAR Abdellilah Chlif |  |
| 13 de agosto 11:15 | Placar por quarto: 15–21, 13–6, 20–11, 16–17   |         |                                                   |                 |  | Estádio Indoor Wukesong, Pequim Público: 11.083 Árbitros: FIN Carl Jungebrand USA Susan Blauch MAR Abdellilah Chlif |  |
| 13 de agosto 11:15 | Pts: Montanana 20 Rbts: Pascua 8 Asts: Palau 5 |         | Pts: Viteckova 12 Rbts: Machová 8 Asts: Machová 5 |                 |  | Estádio Indoor Wukesong, Pequim Público: 11.083 Árbitros: FIN Carl Jungebrand USA Susan Blauch MAR Abdellilah Chlif |  |

| 13 de agosto 16:45 |                                               | China | 80–63                                               | Nova Zelândia |  | Estádio Indoor Wukesong, Pequim Público: 11.083 Árbitros: JPN Yuji Hirahara BRA Fátima da Silva CAN Dawna Townsend |  |
| 13 de agosto 16:45 | Placar por quarto: 26–18, 24–13, 15–17, 15–15 |       |                                                     |               |  | Estádio Indoor Wukesong, Pequim Público: 11.083 Árbitros: JPN Yuji Hirahara BRA Fátima da Silva CAN Dawna Townsend |  |
| 13 de agosto 16:45 | Pts: Chen 26 Rbts: Chen 17 Asts: Miao 6       |       | Pts: Harmon, Marino 14 Rbts: Harmon 8 Asts: Bates 4 |               |  | Estádio Indoor Wukesong, Pequim Público: 11.083 Árbitros: JPN Yuji Hirahara BRA Fátima da Silva CAN Dawna Townsend |  |

| 13 de agosto 22:15 |                                                  | Mali | 41–97                                        | Estados Unidos |  | Estádio Indoor Wukesong, Pequim Público: 11.083 Árbitros: CHN Yang Maogong RUS Elena Chernova IRI Heros Avanessian |  |
| 13 de agosto 22:15 | Placar por quarto: 12–24, 16–27, 5–25, 9–21      |      |                                              |                |  | Estádio Indoor Wukesong, Pequim Público: 11.083 Árbitros: CHN Yang Maogong RUS Elena Chernova IRI Heros Avanessian |  |
| 13 de agosto 22:15 | Pts: Sininta 13 Rbts: Sissoko 7 Asts: Bagayoko 3 |      | Pts: Leslie 16 Rbts: Fowles 6 Asts: Lawson 7 |                |  | Estádio Indoor Wukesong, Pequim Público: 11.083 Árbitros: CHN Yang Maogong RUS Elena Chernova IRI Heros Avanessian |  |

| 15 de agosto 09:00 |                                                | República Checa | 90–59                                            | Nova Zelândia |  | Estádio Indoor Wukesong, Pequim Público: 11.083 Árbitros: FRA Chantal Julien IRI Heros Avanessian RUS Elena Chernova |  |
| 15 de agosto 09:00 | Placar por quarto: 26–12, 18–19, 21–7, 25–21   |                 |                                                  |               |  | Estádio Indoor Wukesong, Pequim Público: 11.083 Árbitros: FRA Chantal Julien IRI Heros Avanessian RUS Elena Chernova |  |
| 15 de agosto 09:00 | Pts: Machová 23 Rbts: Vesela 10 Asts: Vesela 5 |                 | Pts: Marino 22 Rbts: Wallbutton 10 Asts: Bates 5 |               |  | Estádio Indoor Wukesong, Pequim Público: 11.083 Árbitros: FRA Chantal Julien IRI Heros Avanessian RUS Elena Chernova |  |

| 15 de agosto 16:45 |                                              | China | 69–48                                                              | Mali |  | Estádio Indoor Wukesong, Pequim Público: 11.083 Árbitros: DOM Reynaldo Mercedes SVK Petr Sudek BRA Fátima da Silva |  |
| 15 de agosto 16:45 | Placar por quarto: 17–7, 20–13, 15–15, 17–13 |       |                                                                    |      |  | Estádio Indoor Wukesong, Pequim Público: 11.083 Árbitros: DOM Reynaldo Mercedes SVK Petr Sudek BRA Fátima da Silva |  |
| 15 de agosto 16:45 | Pts: Miao 25 Rbts: Chen 9 Asts: Sui 5        |       | Pts: Diawara, Sininta 11 Rbts: Sissoko 19 Asts: Diawara, Sininta 1 |      |  | Estádio Indoor Wukesong, Pequim Público: 11.083 Árbitros: DOM Reynaldo Mercedes SVK Petr Sudek BRA Fátima da Silva |  |

| 15 de agosto 20:00 |                                                                 | Estados Unidos | 93–55                                               | Espanha |  | Estádio Indoor Wukesong, Pequim Público: 11.083 Árbitros: LTU Romualdas Brazauskas ITA Luigi Lamonica AUS Michael Aylen |  |
| 15 de agosto 20:00 | Placar por quarto: 22–17, 17–17, 23–10, 31–11                   |                |                                                     |         |  | Estádio Indoor Wukesong, Pequim Público: 11.083 Árbitros: LTU Romualdas Brazauskas ITA Luigi Lamonica AUS Michael Aylen |  |
| 15 de agosto 20:00 | Pts: Thompson 17 Rbts: Leslie 11 Asts: Lawson, Leslie, Parker 2 |                | Pts: Valdemoro 17 Rbts: Nicholls 5 Asts: Martinez 2 |         |  | Estádio Indoor Wukesong, Pequim Público: 11.083 Árbitros: LTU Romualdas Brazauskas ITA Luigi Lamonica AUS Michael Aylen |  |

| 17 de agosto 09:00 |                                                           | Mali | 47–79                                                                          | Espanha |  | Estádio Indoor Wukesong, Pequim Público: 11.083 Árbitros: RUS Elena Chernova BRA Fátima da Silva JPN Yuji Hirahara |  |
| 17 de agosto 09:00 | Placar por quarto: 5–19, 16–17, 12–22, 13–21              |      |                                                                                |         |  | Estádio Indoor Wukesong, Pequim Público: 11.083 Árbitros: RUS Elena Chernova BRA Fátima da Silva JPN Yuji Hirahara |  |
| 17 de agosto 09:00 | Pts: Sissoko 17 Rbts: Diawara 15 Asts: Diawara, Kanoute 2 |      | Pts: Valdemoro 21 Rbts: Montanana 9 Asts: Montanana, Aguilar, Lima, Martinez 4 |         |  | Estádio Indoor Wukesong, Pequim Público: 11.083 Árbitros: RUS Elena Chernova BRA Fátima da Silva JPN Yuji Hirahara |  |

| 17 de agosto 20:00 |                                               | China | 79–63                                                              | República Checa |  | Estádio Indoor Wukesong, Pequim Público: 11.083 Árbitros: CAN Stephen Seibel USA Susan Blauch SRB Jasmina Tatic |  |
| 17 de agosto 20:00 | Placar por quarto: 24–11, 17–14, 24–20, 14–18 |       |                                                                    |                 |  | Estádio Indoor Wukesong, Pequim Público: 11.083 Árbitros: CAN Stephen Seibel USA Susan Blauch SRB Jasmina Tatic |  |
| 17 de agosto 20:00 | Pts: Miao 21 Rbts: Bian 9 Asts: Chen 3        |       | Pts: Hartigova 15 Rbts: Veselá, Vecerova 8 Asts: Veselá, Machová 3 |                 |  | Estádio Indoor Wukesong, Pequim Público: 11.083 Árbitros: CAN Stephen Seibel USA Susan Blauch SRB Jasmina Tatic |  |

| 17 de agosto 22:15 |                                               | Nova Zelândia | 60–96                                                   | Estados Unidos |  | Estádio Indoor Wukesong, Pequim Público: 11.083 Árbitros: ITA Luigi Lamonica BRA Cristiano Maranho MOZ Abreu Muhimua |  |
| 17 de agosto 22:15 | Placar por quarto: 18–23, 6–27, 18–25, 18–21  |               |                                                         |                |  | Estádio Indoor Wukesong, Pequim Público: 11.083 Árbitros: ITA Luigi Lamonica BRA Cristiano Maranho MOZ Abreu Muhimua |  |
| 17 de agosto 22:15 | Pts: Marino 17 Rbts: Harmon 7 Asts: Marino 17 |               | Pts: Thompson 15 Rbts: Leslie, Fowles 6 Asts: Taurasi 5 |                |  | Estádio Indoor Wukesong, Pequim Público: 11.083 Árbitros: ITA Luigi Lamonica BRA Cristiano Maranho MOZ Abreu Muhimua |  |

## Segunda fase
|  | Quartas-de-final | Quartas-de-final    | Quartas-de-final   |               |                    | Semifinais | Semifinais          | Semifinais          |                     |  | Disputa pelo ouro | Disputa pelo ouro  | Disputa pelo ouro |
|  |                  |                     |                    |               |                    |            |                     |                     |                     |  |                   |                    |                   |
|  | A2               | RUS Rússia          | 84                 |               |                    |            |                     |                     |                     |  |                   |                    |                   |
|  | B3               | ESP Espanha         | 65                 |               |                    |            |                     |                     |                     |  |                   |                    |                   |
|  | B3               | ESP Espanha         | 65                 |               | A2                 | RUS Rússia | 52                  |                     |                     |  |                   |                    |                   |
|  |                  |                     |                    |               | A2                 | RUS Rússia | 52                  |                     |                     |  |                   |                    |                   |
|  |                  | B1                  | USA Estados Unidos | 67            |                    |            |                     |                     |                     |  |                   |                    |                   |
|  | B1               | B1                  | USA Estados Unidos | 67            | USA Estados Unidos | 104        |                     |                     |                     |  |                   |                    |                   |
|  | B1               |                     |                    |               | USA Estados Unidos | 104        |                     |                     |                     |  |                   |                    |                   |
|  | A4               | KOR Coreia do Sul   | 60                 |               |                    |            |                     |                     |                     |  |                   |                    |                   |
|  |                  |                     |                    |               |                    |            |                     |                     |                     |  | B1                | USA Estados Unidos | 92                |
|  |                  |                     | A1                 | AUS Austrália | 65                 |            |                     |                     |                     |  |                   |                    |                   |
|  | B2               | CHN China           | 77                 |               |                    |            |                     |                     |                     |  |                   |                    |                   |
|  | A3               | BLR Bielorrússia    | 62                 |               |                    |            |                     |                     |                     |  |                   |                    |                   |
|  | A3               | BLR Bielorrússia    | 62                 |               | B2                 | CHN China  | 56                  |                     |                     |  |                   |                    |                   |
|  |                  |                     |                    |               | B2                 | CHN China  | 56                  |                     |                     |  |                   |                    |                   |
|  |                  | A1                  | AUS Austrália      | 90            |                    |            | Disputa pelo bronze | Disputa pelo bronze | Disputa pelo bronze |  |                   |                    |                   |
|  | A1               | AUS Austrália       | 79                 |               |                    |            | B2                  | RUS Rússia          | 94                  |  |                   |                    |                   |
|  | B4               | CZE República Checa | 46                 |               |                    |            |                     |                     |                     |  | A2                | CHN China          | 81                |

### Quartas-de-final
| 19 de Agosto 14:30 |                                                   | China | 77–62                                                        | Bielorrússia |  | Estádio Indoor Wukesong, Pequim Público: 11.083 Árbitros: ITA Fabio Facchini ARG Pablo Estevez USA Susan Blauch |  |
| 19 de Agosto 14:30 | Placar por quarto: 19–13, 19–12, 18–18, 21–19     |       |                                                              |              |  | Estádio Indoor Wukesong, Pequim Público: 11.083 Árbitros: ITA Fabio Facchini ARG Pablo Estevez USA Susan Blauch |  |
| 19 de Agosto 14:30 | Pts: Miao 28 Rbts: Song, Chen, Sui 4 Asts: Miao 3 |       | Pts: Troina 15 Rbts: Leuchanka 13 Asts: Padabed, Marchanka 5 |              |  | Estádio Indoor Wukesong, Pequim Público: 11.083 Árbitros: ITA Fabio Facchini ARG Pablo Estevez USA Susan Blauch |  |

| 19 de Agosto 16:45 |                                                   | Austrália | 79–46                                                      | República Checa |  | Estádio Indoor Wukesong, Pequim Público: 11.083 Árbitros: LTU Romualdas Brazauskas CAN Dawna Townsend SRB Jasmina Tatic |  |
| 19 de Agosto 16:45 | Placar por quarto: 23–10, 15–7, 23–10, 17–19      |           |                                                            |                 |  | Estádio Indoor Wukesong, Pequim Público: 11.083 Árbitros: LTU Romualdas Brazauskas CAN Dawna Townsend SRB Jasmina Tatic |  |
| 19 de Agosto 16:45 | Pts: Jackson 17 Rbts: Jackson 12 Asts: Harrower 4 |           | Pts: Vecerova, Machova 8 Rbts: Kulichova 5 Asts: Machova 4 |                 |  | Estádio Indoor Wukesong, Pequim Público: 11.083 Árbitros: LTU Romualdas Brazauskas CAN Dawna Townsend SRB Jasmina Tatic |  |

| 19 de Agosto 20:00 |                                                 | Estados Unidos | 104–60                               | Coreia do Sul |  | Estádio Indoor Wukesong, Pequim Público: 11,083 Árbitros: CAN Stephen Seibel BRA Fátima da Silva KUW Mohammad Al-Amiri |  |
| 19 de Agosto 20:00 | Placar por quarto: 25–21, 26–9, 26–9, 27–21     |                |                                      |               |  | Estádio Indoor Wukesong, Pequim Público: 11,083 Árbitros: CAN Stephen Seibel BRA Fátima da Silva KUW Mohammad Al-Amiri |  |
| 19 de Agosto 20:00 | Pts: Fowles 26 Rbts: Fowles 14 Asts: Augustus 3 |                | Pts: Kim 14 Rbts: Kim 5 Asts: Park 7 |               |  | Estádio Indoor Wukesong, Pequim Público: 11,083 Árbitros: CAN Stephen Seibel BRA Fátima da Silva KUW Mohammad Al-Amiri |  |

| 19 de Agosto 22:15 |                                                             | Rússia | 84–65                                                              | Espanha |  | Estádio Indoor Wukesong, Pequim Público: 11.083 Árbitros: SRB Ilija Belosevic DOM Reynaldo Mercedes AUS Scott Buttler |  |
| 19 de Agosto 22:15 | Placar por quarto: 10–21, 22–19, 24–15, 28–10               |        |                                                                    |         |  | Estádio Indoor Wukesong, Pequim Público: 11.083 Árbitros: SRB Ilija Belosevic DOM Reynaldo Mercedes AUS Scott Buttler |  |
| 19 de Agosto 22:15 | Pts: Shchegoleva 19 Rbts: Stepanova 10 Asts: Rakhmatulina 4 |        | Pts: Valdemoro 16 Rbts: Pascua 6 Asts: Valdemoro, Palau, Torrens 1 |         |  | Estádio Indoor Wukesong, Pequim Público: 11.083 Árbitros: SRB Ilija Belosevic DOM Reynaldo Mercedes AUS Scott Buttler |  |

### Semifinal
| 21 de Agosto 20:00 |                                                          | Rússia | 52–67                                         | Estados Unidos |  | Estádio Indoor Wukesong, Pequim Público: 11.083 Árbitros: BRA Cristiano Maranho ITA Luigi Lamonica SRB Jasmina Tatic |  |
| 21 de Agosto 20:00 | Placar por quarto: 16-13, 16-20, 8-15, 12-19             |        |                                               |                |  | Estádio Indoor Wukesong, Pequim Público: 11.083 Árbitros: BRA Cristiano Maranho ITA Luigi Lamonica SRB Jasmina Tatic |  |
| 21 de Agosto 20:00 | Pts: Stepanova 14 Rbts: Korstin 8 Asts: Seis jogadoras 1 |        | Pts: Taurasi 21 Rbts: Fowles 10 Asts: Smith 3 |                |  | Estádio Indoor Wukesong, Pequim Público: 11.083 Árbitros: BRA Cristiano Maranho ITA Luigi Lamonica SRB Jasmina Tatic |  |

| 21 de Agosto 22:15 |                                              | China | 56–90                                                   | Austrália |  | Estádio Indoor Wukesong, Pequim Público: 11.083 Árbitros: FRA Chantal Julien ITA Fabio Facchini ESP Juan Arteaga |  |
| 21 de Agosto 22:15 | Placar por quarto: 11-13, 7-21, 21-23, 17-33 |       |                                                         |           |  | Estádio Indoor Wukesong, Pequim Público: 11.083 Árbitros: FRA Chantal Julien ITA Fabio Facchini ESP Juan Arteaga |  |
| 21 de Agosto 22:15 | Pts: Bian 20 Rbts: Liu, Sui 7 Asts: Bian 2   |       | Pts: Snell 16 Rbts: Batkovic 13 Asts: Harrower, Snell 4 |           |  | Estádio Indoor Wukesong, Pequim Público: 11.083 Árbitros: FRA Chantal Julien ITA Fabio Facchini ESP Juan Arteaga |  |

### Disputa do bronze
| 23 de Agosto 19:30 |                                                    | Rússia | 94–81                                      | China |  | Estádio Indoor Wukesong, Pequim Público: 11.083 Árbitros: AUS Scott Butler USA Susan Blauch SVK Petr Sudek |  |
| 23 de Agosto 19:30 | Placar por quarto: 24-23, 28-16, 20-18, 22-24      |        |                                            |       |  | Estádio Indoor Wukesong, Pequim Público: 11.083 Árbitros: AUS Scott Butler USA Susan Blauch SVK Petr Sudek |  |
| 23 de Agosto 19:30 | Pts: Hammon 22 Rbts: Stepanova 9 Asts: Karpunina 5 |        | Pts: Chen 26 Rbts: Bian,Sui 6 Asts: Song 7 |       |  | Estádio Indoor Wukesong, Pequim Público: 11.083 Árbitros: AUS Scott Butler USA Susan Blauch SVK Petr Sudek |  |

### Final
| 23 de Agosto 22:00 |                                                | Estados Unidos | 92–65                                          | Austrália |  | Estádio Indoor Wukesong, Pequim Público: 11.083 Árbitros: GRE Nikolaos Zavlanos FRA Chantal Julien JPN Yuji Hirahara |  |
| 23 de Agosto 22:00 | Placar por quarto: 22-15, 25-15, 22-24, 23-11  |                |                                                |           |  | Estádio Indoor Wukesong, Pequim Público: 11.083 Árbitros: GRE Nikolaos Zavlanos FRA Chantal Julien JPN Yuji Hirahara |  |
| 23 de Agosto 22:00 | Pts: Lawson 15 Rbts: Leslie 7 Asts: Thompson 4 |                | Pts: Jackson 20 Rbts: Jackson 10 Asts: Grima 2 |           |  | Estádio Indoor Wukesong, Pequim Público: 11.083 Árbitros: GRE Nikolaos Zavlanos FRA Chantal Julien JPN Yuji Hirahara |  |

## Classificação final
Classificação após as 72 partidas realizadas:
| Pos. | Equipe              |
| ---- | ------------------- |
|      | USA Estados Unidos  |
|      | AUS Austrália       |
|      | RUS Rússia          |
| 4    | CHN China           |
| 5    | ESP Espanha         |
| 6    | BLR Bielorrússia    |
| 7    | CZE República Checa |
| 8    | KOR Coreia do Sul   |
| 9    | LAT Letônia         |
| 10   | NZL Nova Zelândia   |
| 11   | BRA Brasil          |
| 12   | MLI Mali            |